# Elasti-Girl
Elasti-Girl (znana także jako Elasti-Woman) – fikcyjna superbohaterka, pojawiająca się w komiksach wydawanych przez DC Comics przede wszystkim jako członek zespołu Doom Patrol. Stworzyli ją Arnold Drake i Bruno Premiani. Po raz pierwszy pojawiła się w  My Greatest Adventure #80 z czerwca 1963. Naprawdę nazywa się Rita Farr. Bohaterka pojawiała się w serialach telewizyjnych i filmach animowanych. Wystąpiła w serialu Titans, gdzie zagrała ją April Bowlby. Ta sama aktorka wcieliła się w Elasti-Girl w serialu Doom Patrol.

## O postaci
Elasti-Girl jest złotą medalistką olimpijską, która została hollywoodzką aktorką. W trakcie kręcenia filmu w Afryce została wystawiona na działanie niezwykłych, wulkanicznych gazów. Gdy doszła do siebie odkryła, że może dowolnie powiększać lub zmniejszać swoje ciało. Gdy nauczyła się kontrolować swoje umiejętności była w stanie powiększać swoje kończyny w selektywny sposób.
Choć jej dar nie oszpeca jej fizycznie, Rita na początku nie miała kontroli nad zmianami wielkości. Zaczęto ją postrzegać jako dziwaczkę i zagrożenie. Stała się samotnikiem, a jej kariera aktorska legła w gruzach. Skontaktował się z nią jednak dr Niles Caulder, który oferuje jej miejsce wśród innych „dziwaków”, próbujących dobrze wykorzystać swoje moce. Jako Elasti-Girl dołącza do zespołu swojego mentora, Doom Patrolu. Rita zakochuje się i poślubia Steve’a Daytona o ksywce Mento. Para adoptuje młodego Gar Logana, czyli bohatera o ksywce Beast Boy z Młodych Tytanów.

## Umiejętności
Rita potrafi rozszerzać i kurczyć swoje ciało. Dzięki swoim talentom potrafi stać się tak wysoka, jak drapacz chmur, bądź też skurczyć się do zaledwie kilku centymetrów. Podczas jednej ze swoich przygód za sprawą działania specyficznego gazu zredukowała się do mikroskopowej skali i weszła do wszechświata subatomowego, jednak miało to miejsce tylko raz. Może selektywnie zmniejszać lub zwiększać wybrane części ciała. W Doom Patrolu Johna Byrne’a, Elasti-Girl mogła zmieniać rozmiar przedmiotów i ludzi poprzez dotyk (działający tak długo, jak długo Rita ma kontakt z przedmiotem bądź osobą). Z powodu swojej fizjologii potrafi zregenerować każdą część swojego ciała, jak np. rozdartą nogę czy odciętą kończynę.

## Występowanie
Po raz pierwszy pojawiła się w zeszycie My Greatest Adventure # 80 (czerwiec 1963). Została wykreowana przez Arnolda Drake i Bruna Premiani. Jak podaje Drake, Bon Haney, współscenarzysta serii, nie został włączony do projektu dopóki Elasti-Girl nie została stworzona.

### W innych mediach

#### Animacje
- Pojawiła się w dwóch odcinkach serialu Młodzi Tytani (Powrót do domu). Głosu użyczała jej Tara Strong.
- Pojawiła się w serialu Batman: Odważni i bezwzględni,  w odcinku Ostatni patrol. Głos podkładała jej Olivia d’Abo.
- Wystąpiła w segmencie DC Nation Shorts, poświęconym Doom Patrolowi. Głosu użyczyła jej Kari Wahlgren.
- Wystąpiła w trzecim sezonie Ligi Młodych. Dodatkowo wcześniej pojawiła się w odcinku Wizerunek. Głos postaci podkładała Hynden Walch.

#### Filmy i serialelive-action
- Pojawiła się w serialu Titans. Była grana przez April Bowlby.
- Była jednym z głównych bohaterów serialu Doom Patrol. Zagrała ją April Bowlby.

## Odbiór
Rita zdobyła 88. miejsce w rankingu Comics Buyer's Guide o nazwie „100 Sexiest Women in Comics”.